# Morti nel 1626
| Questa pagina contiene informazioni ricavate automaticamente dalle voci biografiche con l'ausilio del template Bio e di un bot. L'aggiornamento è periodico e automatico e ricostruisce completamente la pagina. Se manca una persona in questa lista, sei pregato di non aggiungerla, ma accertati piuttosto che la sua voce biografica contenga il template Bio e che i dati anagrafici siano correttamente compilati. Se il template Bio manca, inseriscilo tu stesso o, in alternativa, metti l'avviso {{tmp\|Bio}} che ne segnala la mancanza. Se i dati riportati sono sbagliati, correggi direttamente la voce biografica; le modifiche saranno visibili in questa lista entro pochi giorni. Per chiarimenti vedi il progetto biografie. La lista contiene solo le 104 persone che sono citate nell'enciclopedia e per le quali è stato implementato correttamente il template Bio. Pagina aggiornata al 2 giu 2025. |

## Gennaio(4)
- 13 gennaio - Maddalena di Neuenahr-Alpen, nobile tedesco (n. 1551)
- 23 gennaio - Decio Carafa, cardinale e arcivescovo cattolico italiano (n. 1556)
- 24 gennaio - Samuel Argall, navigatore inglese (n. 1580)
- 24 gennaio - Gastón de Moncada y Gralla, nobile, politico e diplomatico spagnolo (n. 1554)

## Febbraio(6)
- 7 febbraio - Guglielmo V di Baviera, duca (n. 1548)
- 11 febbraio - Pietro Antonio Cataldi, matematico italiano (n. 1552)
- 20 febbraio - John Dowland, compositore, cantante e liutista inglese (n. 1563)
- 21 febbraio - Odoardo Farnese, cardinale italiano (n. 1573)
- 25 febbraio - Enea Salmeggia, pittore italiano
- 28 febbraio - Sulaiman Shah II di Kedah, sultano malese

## Marzo(3)
- 3 marzo - William Cavendish, I conte di Devonshire, nobile e politico inglese (n. 1552)
- 16 marzo - Giovanni Niccolò, gesuita italiano (n. 1560)
- 19 marzo - Pierre Coton, gesuita e letterato francese (n. 1564)

## Aprile(6)
- 4 aprile - Costanza Colonna, nobile italiana (n. 1556)
- 5 aprile - Anna Alekseevna Koltovskaja, nobile russa
- 6 aprile - Girolamo Preti, poeta italiano (n. 1582)
- 7 aprile - Andrés Pacheco, patriarca cattolico spagnolo (n. 1550)
- 9 aprile - Francesco Bacone, filosofo, politico e giurista inglese (n. 1561)
- 11 aprile - Marino Ghetaldi, matematico e scienziato dalmata (n. 1568)

## Maggio(6)
- 3 maggio - Ishikawa Sadakiyo, militare giapponese
- 8 maggio - Baldassarre Capra, scienziato italiano (n. 1580)
- 13 maggio - Malik Ambar, mercenario etiope (n. 1548)
- 17 maggio - Joan Pau Pujol, presbitero, compositore e organista spagnolo (n. 1573)
- 28 maggio - Thomas Howard, I conte di Suffolk, nobile, politico e ammiraglio inglese (n. 1561)
- 28 maggio - Krispin Zelger, politico e condottiero svizzero (n. 1571)

## Giugno(5)
- 6 giugno - Salomon de Caus, architetto e ingegnere francese (n. 1576)
- 7 giugno - Anna di San Bartolomeo, mistica e religiosa spagnola (n. 1549)
- 16 giugno - Cristiano di Brunswick, condottiero e vescovo luterano tedesco (n. 1599)
- 21 giugno - Enrique Guzman de Haros, cardinale spagnolo (n. 1605)
- 29 giugno - Scipione Cobelluzzi, cardinale, archivista e bibliotecario italiano (n. 1564)

## Luglio(4)
- 5 luglio - Agnolo Monosini, linguista e presbitero italiano (n. 1568)
- 13 luglio - Robert Sidney, I conte di Leicester, mecenate e poeta inglese (n. 1563)
- 25 luglio - Nicolò Alemanni, antiquario, bibliotecario e presbitero italiano (n. 1583)
- 27 luglio - Luigi V d'Assia-Darmstadt (n. 1577)

## Agosto(7)
- 10 agosto - Willem Backereel, pittore fiammingo (n. 1570)
- 19 agosto - Henri de Talleyrand-Périgord, nobile francese (n. 1599)
- 22 agosto - Alessandro Orsini, cardinale italiano (n. 1592)
- 22 agosto - Isabella di Savoia, nobildonna italiana (n. 1591)
- 25 agosto - Alfonso Dal Pozzo Farnese, vescovo cattolico italiano (n. 1580)
- 27 agosto - Francesco Maria Bourbon del Monte Santa Maria, cardinale, vescovo cattolico e diplomatico italiano (n. 1549)
- 27 agosto - Denis van Alsloot, pittore fiammingo

## Settembre(15)
- 2 settembre - Antonio Franco, presbitero italiano (n. 1585)
- 2 settembre - Giovanni Battista d'Ornano, generale francese (n. 1581)
- 3 settembre - Filippo Ferrari, cosmografo, matematico e teologo italiano (n. 1551)
- 4 settembre - Cosimo Baroncelli, scrittore e funzionario italiano (n. 1569)
- 9 settembre - Abraham Govaerts, pittore e disegnatore fiammingo (n. 1589)
- 13 settembre - Gürcü Mehmed Pascià, politico ottomano (n. 1536)
- 16 settembre - Denis-Simon de Marquemont, cardinale e arcivescovo cattolico francese (n. 1572)
- 17 settembre - Pyramus de Candolle, nobile e condottiero francese (n. 1566)
- 17 settembre - Johann Schweikhard von Kronberg, nobile e arcivescovo cattolico tedesco (n. 1553)
- 22 settembre - Aodh Mac Aingil, poeta e teologo irlandese (n. 1571)
- 25 settembre - Lancelot Andrewes, teologo inglese (n. 1555)
- 25 settembre - Théophile de Viau, poeta e drammaturgo francese (n. 1590)
- 26 settembre - Wakizaka Yasuharu, militare giapponese (n. 1554)
- 28 settembre - François de Bonne de Lesdiguières, militare francese (n. 1543)
- 30 settembre - Nurhaci, nobile e militare cinese (n. 1559)

## Ottobre(10)
- 2 ottobre - Diego Sarmiento de Acuña, diplomatico spagnolo (n. 1567)
- 5 ottobre - Guillaume Catel, storico francese (n. 1560)
- 7 ottobre - Paul Bril, pittore e incisore fiammingo (n. 1554)
- 13 ottobre - Pedro de Oña, vescovo cattolico, filosofo e teologo spagnolo (n. 1560)
- 18 ottobre - Giovan Giacomo Barbiano di Belgioioso, ufficiale italiano (n. 1565)
- 22 ottobre - Kikkawa Hiroie, militare giapponese (n. 1561)
- 24 ottobre - Agnese Maddalena di Anhalt-Dessau, principessa (n. 1590)
- 28 ottobre - Parviz Mirza, principe indiano (n. 1589)
- 29 ottobre - Ferdinando Gonzaga, nobile e collezionista d'arte italiano (n. 1587)
- 30 ottobre - Willebrord Snel, matematico, astronomo e fisico olandese (n. 1580)

## Novembre(2)
- 25 novembre - Edward Alleyn, attore teatrale inglese (n. 1566)
- 29 novembre - Ernst von Mansfeld, militare tedesco (n. 1580)

## Dicembre(3)
- 6 dicembre - Giovanni Ernesto I di Sassonia-Weimar, duca tedesco (n. 1594)
- 8 dicembre - John Davies, politico, avvocato e poeta inglese (n. 1569)
- 10 dicembre - Edmund Gunter, matematico e astronomo inglese (n. 1581)

## Senza giorno specificato(33)
- Hans Bach, musicista tedesco
- Cristoforo Baschenis il Giovane, pittore italiano (n. 1561)
- Rutilio Benincasa, astronomo e astrologo italiano (n. 1555)
- Gabriele Bertazzolo, ingegnere e cartografo italiano (n. 1570)
- François Béroalde de Verville, scrittore, poeta e umanista francese (n. 1556)
- Camillo Rizzi, pittore italiano (n. 1590)
- Marino Caprucci, religioso, politico e scrittore italiano
- John Cooper, compositore e liutista inglese
- Gilles de Courtanvaux de Souvré, militare francese (n. 1540)
- Mikuláš Dačický di Heslov, scrittore e poeta ceco (n. 1555)
- Orazio De Rossi, pittore italiano (n. 1561)
- Dionisio Dolfin, vescovo cattolico italiano
- Anastasio Fontebuoni, pittore italiano (n. 1571)
- Luigi Gonzaga di Palazzolo, militare italiano
- Antiveduto Gramatica, pittore italiano (n. 1569)
- Morazzone, pittore italiano (n. 1573)
- Rodolfo Ospiniano, teologo svizzero (n. 1547)
- Juan de Oñate, esploratore spagnolo (n. 1552)
- Curzio Picchena, umanista italiano (n. 1554)
- Samuel Purchas, religioso e scrittore inglese
- Pietro Paolo Quintavalle, vescovo cattolico e giurista italiano
- Radu IX Mihnea, principe (n. 1586)
- Cristoforo Roncalli, pittore italiano
- Johannes Rosinus, storico e scrittore tedesco (n. 1550)
- William Rowley, drammaturgo e attore teatrale inglese
- Ruqaiya Sultan Begum, principessa indiana (n. 1542)
- Francesco Rustici, pittore italiano (n. 1592)
- Fabrizio Santafede, pittore italiano
- Sebastiano Sebastiani, scultore italiano
- Shimozuma Nakayuki, monaco buddista giapponese (n. 1537)
- Salomon de Brosse, architetto francese (n. 1571)
- Adriaen de Vries, scultore olandese (n. 1560)
- Ōuchi Chikatsuna, militare giapponese (n. 1550)